# 阿南刻群
阿南刻群（英語：Ananke group）是木星的一群逆行不规则卫星，它们遵循着与阿南刻（木卫十二）相似的轨道并有着共同的起源。
它们的半长轴（距木星的距离）在19.3和22.7Gm之间，轨道倾角在145.7°和154.8°之间，轨道偏心率在0.02和0.28之间。
阿南刻群的核心成员包括（负号表示逆行轨道）：
| 名称                       | 直径（公里） | 公转周期（天） |
| -------------------------- | ------------ | -------------- |
| 阿南刻（木卫十二）         | 28           | -623.59        |
| 普剌克西狄刻（木卫二十七） | 7            | -609.25        |
| 伊俄卡斯忒（木卫二十四）   | 5            | -640.97        |
| 哈尔帕吕刻（木卫二十二）   | 4            | -634.19        |
| 墨塞勒（木卫二十九）       | 4            | -603.58        |
| 欧安忒（木卫三十三）       | 3            | -602.81        |
| 欧斐墨（木卫六十）         | 2            | -628.06        |

这张图展示了木星最大的一些不规则卫星。 阿南刻群位于图中下方，其中阿南刻以文字标示。一个卫星在横轴上的位置表示它与木星的距离，纵轴则表示其轨道倾角。偏心率用黄色条表示，说明卫星与木星的最大和最小距离。圆圈表明一个卫星与其他卫星的相对大小。

国际天文学联合会为包括该群在内的所有逆行卫星都以-e结尾的名称命名。

## 起源
阿南刻群被认为是在一颗小行星被木星捕获并撞击后形成的。这种推断的根据在于其核心成员的平均轨道参数的离散程度很小，这种离散程度可以通过一个小的速度冲量（15 < δV < 80 m/s）解释，与单次撞击解体相符。 
根据这些卫星的大小，最初小行星的直径可能约为28公里。由于该数值接近阿南刻本身的直径，因此母体很可能没有在撞击中受到严重破坏。 
光度研究则进一步证实了阿南刻群的共同起源假说：该群的三颗卫星（ 哈尔帕吕刻、普剌克西狄刻和伊俄卡斯忒）都显示出相似的灰色（平均色指数：B−V = 0.77 和 V−R = 0.42），而阿南刻本身则位于灰色和浅红色之间。 